# فهد بن عبد العزيز آل سعود
فهد بن عبد العزيز بن عبد الرحمن آل سعود (16 مارس 1921 – 1 أغسطس 2005)، خامس ملوك المملكة العربية السعودية وأولهم اتخاذاً للقب خادم الحرمين الشريفين. هو الابن التاسع من أبناء الملك عبد العزيز الذكور، من زوجته الأميرة حصة بنت أحمد السديري. تولى مقاليد الحكم في 21 شعبان 1402 هـ الموافق 13 يونيو 1982م بعد وفاة أخيه غير الشقيق الملك خالد. أصيب بجلطة في نوفمبر 1995، ومنذ عام 1997 تولى عبد الله بن عبد العزيز ولي العهد حينها إدارة معظم شؤون البلاد اليومية.
شهدت فترة حكمه الكثير من الأحداث أبرزها أزمة احتلال العراق لدولة الكويت في عام 1990، وتهديد العراق بغزو الأراضي السعودية، وكذلك الحرب العراقية - الإيرانية وما تبعها من أحداث تأثرت بها السعودية، وكذلك أحداث 11 سبتمبر 2001 في الولايات المتحدة وما تبعها من غزو الولايات المتحدة لأفغانستان والعراق، وأيضًا انخفاض أسعار النفط سنوات طويلة واضطرار الميزانية السعودية للانخفاض الشديد.
تميز عهده بصدور النظام الأساسي للحكم ونظام مجلس الشورى ونظام المناطق وتوسيع الحرمين الشريفين،وإنشاء جسر الملك فهد، الواصل بين السعودية والبحرين، وله إسهامات في اتفاق الطائف الخاص بإنهاء الحرب الأهلية اللبنانية، وكان قد شغل مواقع قيادية أخرى قبل مجيئه ملكا ومنها وزيرًا للمعارف ووزيرًا للداخلية ونائبًا ثانيًا لرئيس مجلس الوزراء، بالإضافة إلى قيامه بمسؤوليات وزارة الداخلية وبعد تولي الملك خالد بن عبد العزيز للحكم خلفًا للملك فيصل بن عبد العزيز عين فهد بن عبد العزيز وليًا للعهد وأسند إليه منصب النائب الأول لرئيس مجلس الوزراء.

## نشأته وتعليمه

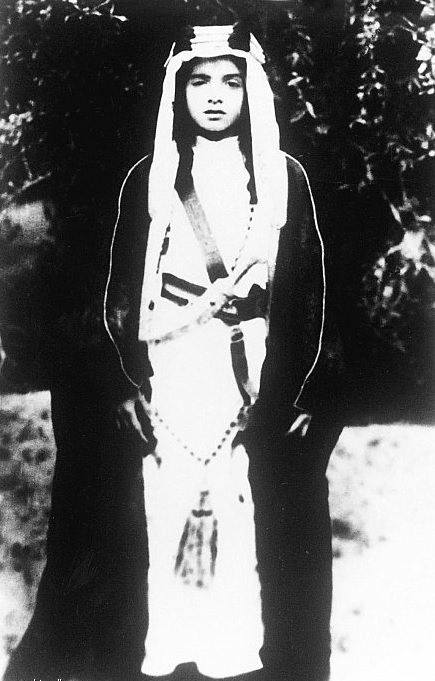
الملك فهد في طفولته

ولد فهد بن عبد العزيز بن عبد الرحمن بن فيصل بن تركي بن عبد الله بن محمد بن سعود في مدينة الرياض في عام 1921. وأمه هي حصة بنت أحمد السديري. وهو الأخ الشقيق الأكبر لكل من الأمير سلطان، والأمير نايف، والملك سلمان، والأمير عبد الرحمن، والأمير تركي، والأمير أحمد. وقد عمّرت والدته حصة بنت أحمد السديري بعد الملك عبد العزيز، وتوفيت في أواخر عام 1969.
نشأ الملك فهد في كنف والده الملك عبد العزيز، والتحق في طفولته «بمدرسة الأمراء» بمدينة الرياض، ودرس فترة من الزمن في معهد العاصمة النموذجي بالرياض، ثم التحق بالمعهد العلمي السعودي في مكة المكرمة، الذي كان يدرس العلوم الشرعية والعربية. ثم شرع في أواسط العقد الرابع من عمره في تلقي دروس خاصة باللغة الإنجليزية، كما تلقى دروسًا مكثفة في مواضيع متنوعة من السياسة إلى الأدب، كما ناب عن والده في لقاءات زعماء القبائل. وينتدبه لبعض المهام عندما لمس فيه النضج المبكر، والاستعداد الذي يؤهله لتمثيل المملكة وذلك من خلال إشراكه في العديد من وفود المملكة، ومن هذه المشاركات، اجتماع إنشاء هيئة الأمم المتحدة بمدينة سان فرانسيسكو بالولايات المتحدة الأمريكية في أبريل عام 1945، وترأس كذلك وفد المملكة الرسمي المشارك في احتفالات تتويج الملكة اليزابيث الثانية ملكة بريطانيا عام 1953. وكذلك كان الملك فيصل بن عبد العزيز يوفده ويعهد إليه ببعض المهام الكبيرة.

## مناصبه قبل الحكم
- في عام 1953 عين وزيرًا للمعارف.[عر 8]

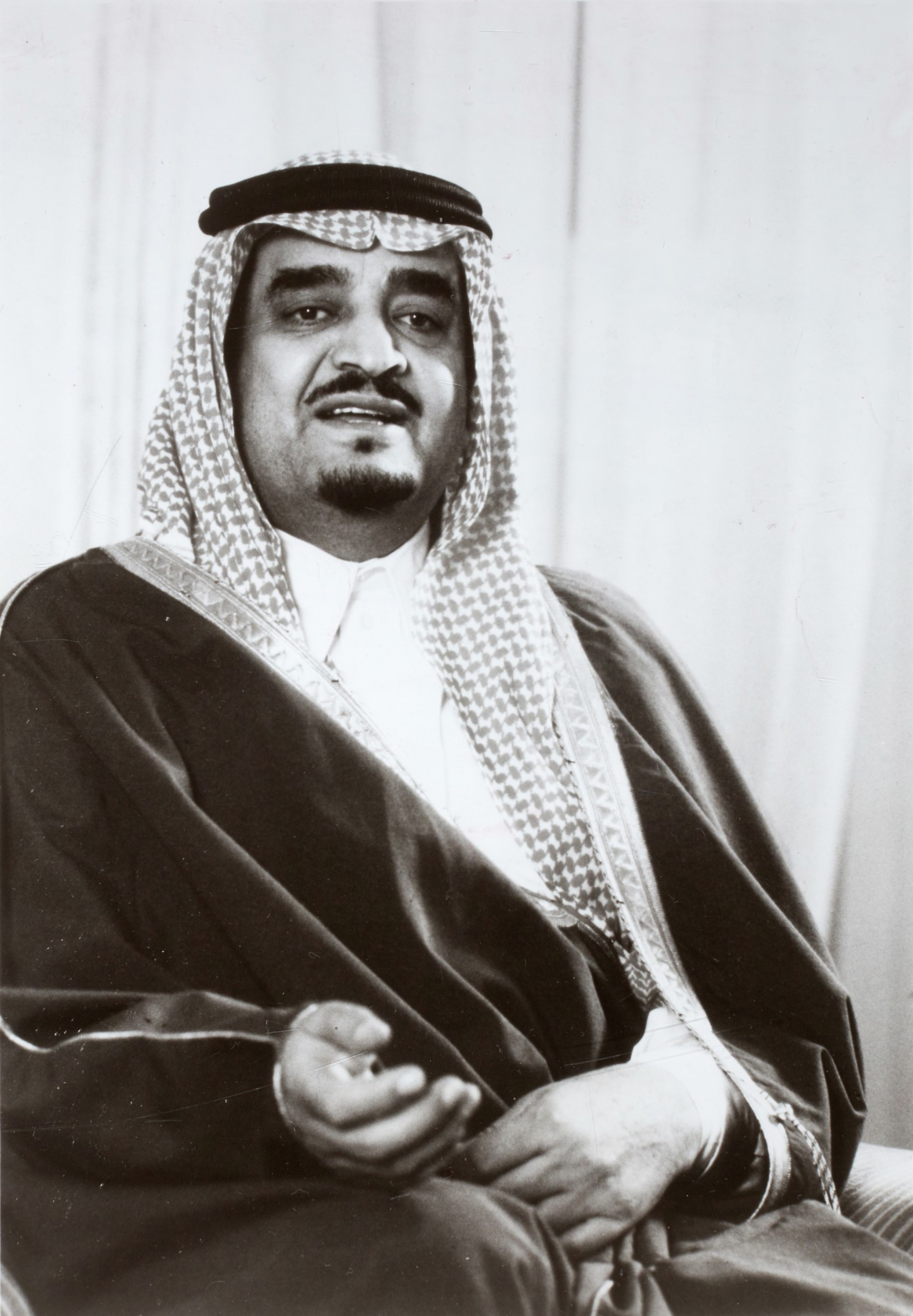
فهد بن عبد العزيز سنة 1960

- في عام 1962 عين وزيرًا للداخلية والتي ظل يتولى مسؤوليتها إلى عام 1975.[عر 9]
- في عام 1967 عين نائبًا ثانيًا لرئيس مجلس الوزراء، بالإضافة إلى قيامه بمسؤوليات وزارة الداخلية.[عر 10]
- في 25 مارس 1975 وبعد تولي الملك خالد بن عبد العزيز آل سعود للحكم خلفًا للملك فيصل عين وليًا للعهد وأسند إليه منصب النائب الأول لرئيس مجلس الوزراء.[عر 11]

## ولاية العهد
بعد اغتيال الملك فيصل في عام 1975، بويع ولي العهد الأمير خالد بن عبد العزيز ملكاً للمملكة العربية السعودية، كما بويع الأمير فهد ولياً للعهد، ونائباً لرئيس مجلس الوزراء. وأنيطت بالأمير فهد مسؤوليات أخرى تشمل الرئاسة العليا لعدد من المجالس والهيئات المسؤولة عن أهم قطاعات الحياة في المملكة، وهي:
- المجلس الأعلى لجامعة البترول والمعادن.
- المجلس الأعلى للجامعات.
- الهيئة الملكية للجبيل وينبع.
- المجلس الأعلى لسياسة التعليم.
- المجلس الأعلى لرعاية الشباب.
- اللجنة العليا لشؤون الحج.
- الهيئة الملكية لتطوير المدينة المنورة.

وفي أثناء توليه ولاية العهد كان الساعد الأيمن لشقيقه الملك خالد بن عبد العزيز، الذي أنابه عنه في كثير من المهام والمؤتمرات، وخاصة في الشؤون الخارجية، فرأس وفود المملكة إلى مؤتمرات القمة العربية في الدار البيضاء وعمّان وبغداد. وأطلق مشروعه للسلام في الشرق الأوسط الذي تبناه مؤتمر القمة العربي في الدار البيضاء عام 1980. وكما حضر مؤتمر قمة الشمال والجنوب الذي عقد في مدينة كنكون بالمكسيك في عام 1981.

## توليه الحكم
في 21 شعبان 1402 هـ الموافق 13 يونيو 1982 وبعد وفاة الملك خالد بن عبد العزيز بويع بالملك من الأسرة المالكة وأفراد الشعب.

## من أعماله وإنجازاته بفترة توليه الحكم
- أنشأ بعام 1414 هـ وزارة الشؤون الإسلامية والأوقاف والدعوة والإرشاد، وعهد إليها شؤون الدعوة إلى الله في الداخل والخارج وإدارة الأوقاف وعدد من المهام الأخرى.
- أنشأ بعام 1420 هـ وزارة الخدمة المدنية لتحل مكان الديوان العام للخدمة المدنية.
- افتتاح عدد من المطارات في مناطق السعودية مثل مطار الملك خالد الدولي في الرياض، ومطار الملك فهد الدولي في الدمام.
- الاهتمام بالحرمين الشريفين، حيث أمر بتوسعة المسجد الحرام في مكة من جهه الغرب بين بابي الملك عبد العزيز والعمرة بالإضافة إلى ترميم الكعبة، كما أمر بتوسعه المسجد النبوي من جهة الشمال والشرق والغرب، كما أمر بتوسعة مقبرة البقيع، كما اهتم بالمشاعر المقدسة وبضيوف الرحمن الذي ظل يشرف بنفسه على خدمتهم والعناية بهم من قصر منى.
- في 30 أكتوبر من عام 1984 افتتح مجمع الملك فهد لطباعة المصحف الشريف في المدينة المنورة.
- افتتاح طريق مكة المكرمة - المدينة المنورة السريع والذي بلغ طولة 480 كم تقريبًا، وكان قد أمر بإنشائه الملك خالد بن عبد العزيز وافتتح بعهده وقام بافتتاحه بنفسه، كما أمر بتوسعة المساجد التاريخية بالمدينة المنورة. كما أمر بإنشاء وقف للحرمين الشريفين حمل اسم «وقف الملك عبد العزيز بن عبد الرحمن» ومقره مكة.[عر 14]
- وضع النظام الأساسي للحكم، وهو بمثابة الدستور.
- أصبحت المملكة في عهده تتولّى كل شيء يخص صناعة النفط ومراحله من أعمال التنقيب عن البترول إلى مراحل الإنتاج إلى تكرير وتصنيع المشتقات البترولية وانتهاء بتوزيع وتسويق المنتجات في الأسواق العالمية.
- حققت المملكة في عهده الاكتفاء الذاتي من منتجات الألبان والدواجن واللحوم.
- احتلت المملكة المرتبة الأولى في إنتاج التمور حيث وصل إنتاجها إلى أكثر من 500 ألف طن سنويا.
- نمت المساحات الزراعية إلى 11.3% حيث يتم إنتاج القمح بنحو 3.3 مليون طن سنويا.
- احتلت المملكة المركز الأول والصدارة في تحلية مياه البحر حيث يبلغ حجم التحلية 500 مليون جالون من المياه العذبة يوميا من 27 محطة للتحلية.
- بلغ عدد المصانع في المملكة إلى 2183 مصنعا وبلغ إجمالي تمويلها حوالي 95.6 مليار ريال سنويا.
- وصل إنتاج المملكة من الاسمنت إلى 14 مليون طن سنويا.
- بلغ عدد المنشآت التعليمية للبنات والبنين من المدارس والكليات إلى 16797 منشأة تعليمية.
- وصل الفائض في الميزان التجاري على مستوى المملكة إلى 24673 مليون ريال.
- زادت الصادرات الوطنية بنسبة 17% وقيمتها 14996 مليون ريال.
- افتتاح منجم مهد الذهب.
- بلغت عدد السدود المائية 200 سد تبلغ طاقتها التخزينية أكثر من 500 مليون متر مكعب.[عر 15]

### توسعة المسجد الحرام

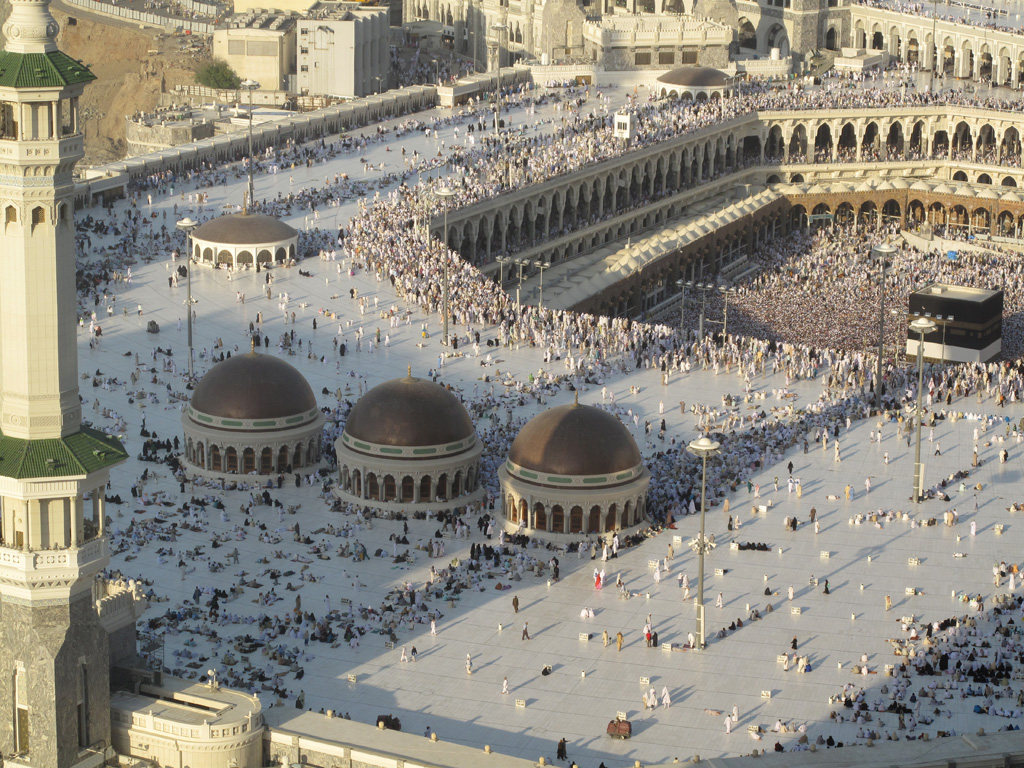
صورة تظهر توسعة الملك فهد ويظهر في الصورة السطح العلوي للتوسعة

وضع الملك فهد بن عبد العزيز حجر الأساس لما عرف بمشروع أكبر توسعة للمسجد الحرام منذ أربعة عشر قرناً، 13 سبتمبر 1988، وشملت هذه التوسعة إضافة جزء جديد إلى المسجد من الناحية الغربية، والاستفادة من السطح العلوي للمسجد والذي وصلت مساحته إلى -61 ألف م2 - استيعاب عدد أكبر من المصلين ليصل إجمالي القدرة الاستيعابية للحرم المليون ونصف المليون مصلي. كذلك تم بناء مئذنتين جديدتين ليصبح إجمالي عدد المآذن في وقتها 9 مآذن بارتفاع 89 متراً للمأذنة. واشتملت التوسعة على إضافة مبنى جديد إلى الحرم، يتكون من ثلاث أدوار بالإضافة إلى تهيئة السطح استقبال الزيادات في الحج ومواسم العمرة، وكان الدور الأرضي بمساحة 18 ألف م2 بارتفاع 4 أمتار، والدور الأول بمساحة 20 ألف م2 بارتفاع 9 أمتار، ودور أول علوي بمساحة 189 ألف م2 بارتفاع 9 أمتار. وتم تزويد مبنى التوسعة بنظام تكييف، وأُنشئت محطة تبريد مركزية لتلطيف الجو بالماء المبرد على بعد 450 متراً في منطقة أجياد ولا يؤثر في راحة وسلامة المصلين، وتتكون من ستة طوابق وتحتوي على أحدث الأجهزة (وحدات معالجة ومكينات سحب وضخ) وترتبط المحطة بالتوسعة بنفق تمتد داخله أنابيب الدفع السحب للمياه بقطر 1100ملم في الاتجاهين. وشملت التوسعة تجهيز الساحات الخارجية، ومنها الساحة المتبقية من جهة السوق الصغير، والساحة الواقعة شرقي المسعى بمساحة إجمالية تبلغ (85.800) م2 تكفي لاستيعاب (195.000) مصل. وتصبح بذلك مساحة المسجد الحرام شاملة مبنى المسجد بعد توسعته، والسطح، وكامل الساحات (356,000) م2 تتسع لحوالي (773,000) مصل في الأيام العادية، أما في أوقات الحج، والعمرة، ورمضان فيزيد استيعاب الحرم ليصل إلى أكثر من مليون مصل. كما يضم مبنى التوسعة مدخلاً رئيساً جديداً، و18 مدخلاً عادياً، بالإضافة إلى مداخل المسجد الحرام الحالية، والبالغ عددها 3 مداخل رئيسة، و27 مدخلاً عادياً، وقد روعي في التصميم إنشاء مدخلين جديدين للبدروم، إضافة إلى المداخل الأربعة الحالية. ويتضمن مبنى التوسعة أيضاً مئذنتين جديدتين بارتفاع (89) متراً، تتشابهان في تصميمهما المعماري مع المآذن البالغ عددها سبع مآذن. ولتسهيل وصول أفواج المصلين إلى سطح التوسعة في المواسم تم إضافة مبنيين للسلالم المتحركة: أحدهما في شمالي مبنى التوسعة. والآخر في جنوبيه. ومساحة كل منهما 375 متراً مربعاً. ويحتوي على مجموعتين من السلالم المتحركة، طاقة كل مجموعة (15.000) شخص في الساعة. إضافة إلى مجموعتين من السلالم المتحركة داخل حدود المبنى على جانبي المدخل الرئيسي للتوسعة وقد صممت السلالم المتحركة بحيث تستطيع بالإضافة إلى وحدات الدرج الثابت الثماني خدمة حركة الحجاج والمصلين في أوقات الذروة، لا سيما كبار السن منهم دون عناء. وبذلك يصبح إجمالي عدد مباني السلالم المتحركة 7، تنتشر حول محيط الحرم والتوسعة لخدمة رواد الدور الأول والسطح. ويبلغ عدد الأعمدة لكل طابق بالتوسعة 492 عموداً مكسوة جميعها بالرخام. وبلغت تكاليف مشروع الملك فهد لتوسعة المسجد الحرم الشريف بـ (مكة المكرمة) بما في ذلك نزع الملكيات (30,178.181.775) ريالاً سعودياً، أي (165، 818، 316، 11) دولار.

### طباعة المصحف الشريف

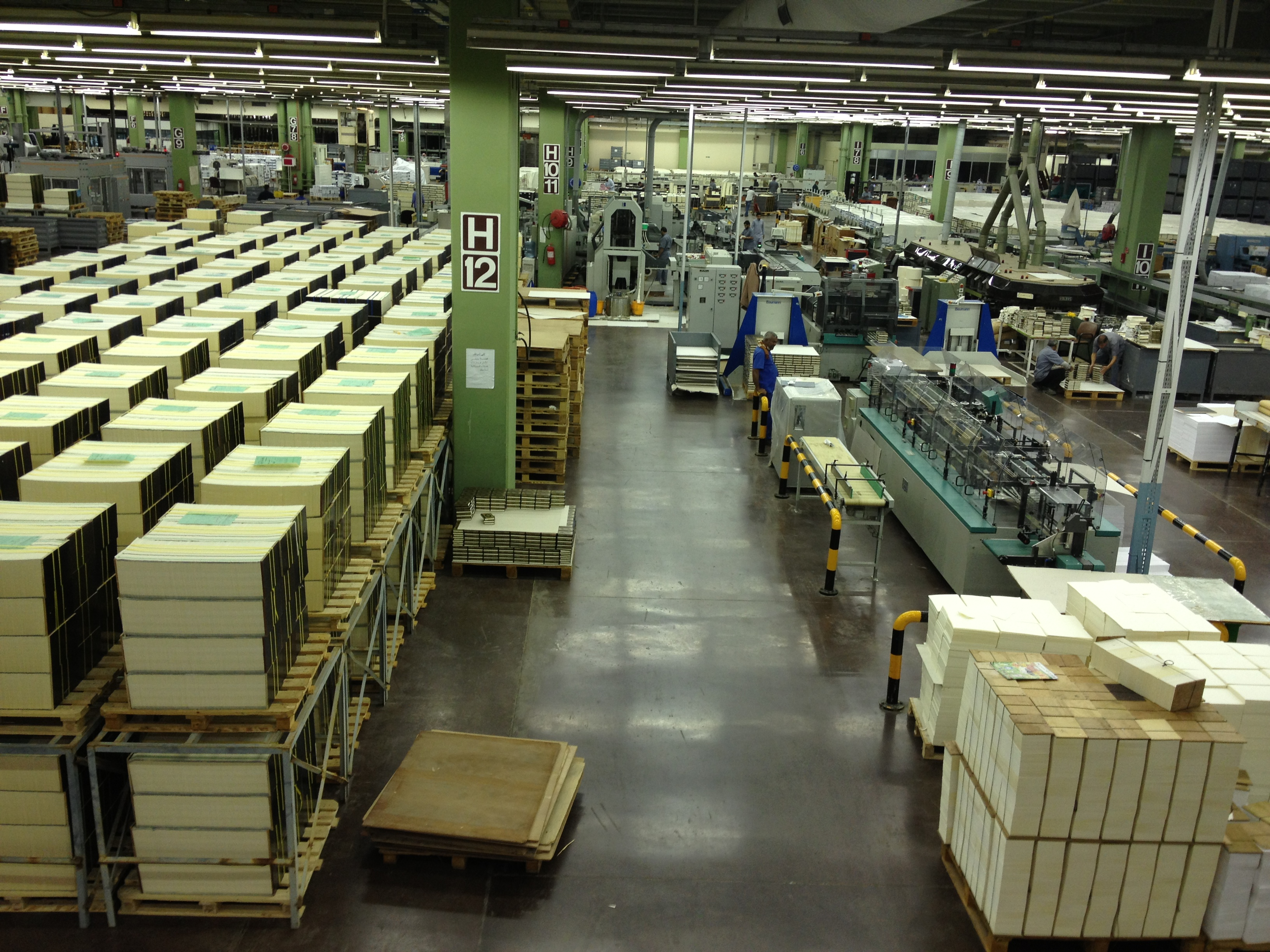
صورة من مطبعة المجمع

في 6 صفر 1405 هـ الموافق 30 أكتوبر 1984 افتتح مجمع الملك فهد لطباعة المصحف الشريف في المدينة المنورة. ويعتبر المجمع أكبر مطبعة في العالم لطباعة المصحف. وهو أحد المعالم التي تقدمها السعودية لخدمة الإسلام والمسلمين في مختلف أرجاء العالم. وقد وضع الملك فهد بن عبد العزيز حجر الأساس للمجمع عام 1982 وافتتحه عام 1984. وتبلغ طاقة المجمع الإنتاجية 18 مليون نسخة سنويا موزعة بين مصاحف كاملة وأجزاء وترجمات وتسجيلات وكتبٍ لعلوم القرآن وغيرها، وقد أنتج أكثر من 361 إصدارًا و300 مليون نسخة حتى عام 2019. ويجري المجمع دراسات وأبحاثا مستمرة لخدمة الكتاب والسنة ويضم أحدث ما وصلت إليه تقنيات الطباعة في العالم، حيث يستخدم المجمع في كافة مراحل التحضير والطباعة والتجليد أفضل المواد المتاحة وذات المواصفات المميزة، كما يستخدم الحاسبات الآلية في تحديد مواصفات المواد، ومتابعة تأمينها، واستخدامها، والرقابة عليها. وتقدر مساحة المجمع بمائتين وخمسين ألف متر مربع، ويُعد المجمع وحدة عمرانية متكاملة في مرافقها إذ يضم مسجداً، ومبانيَ للإدارة، والصيانـة، والمطبعة، والمستودعات، والنقل، والتسويق، والسكن، والترفيه، والمستوصف، والمكتبة، والمطاعم وغيرها. ويعمل بالمجمع نحو 1100 شخص بين علماء وأساتذة جامعات وفنيين وإداريين.

## مبادرة السلام العربية 1981

الملك فهد بن عبد العزيز آل سعود عندما كان وليا للعهد مع ياسر عرفات

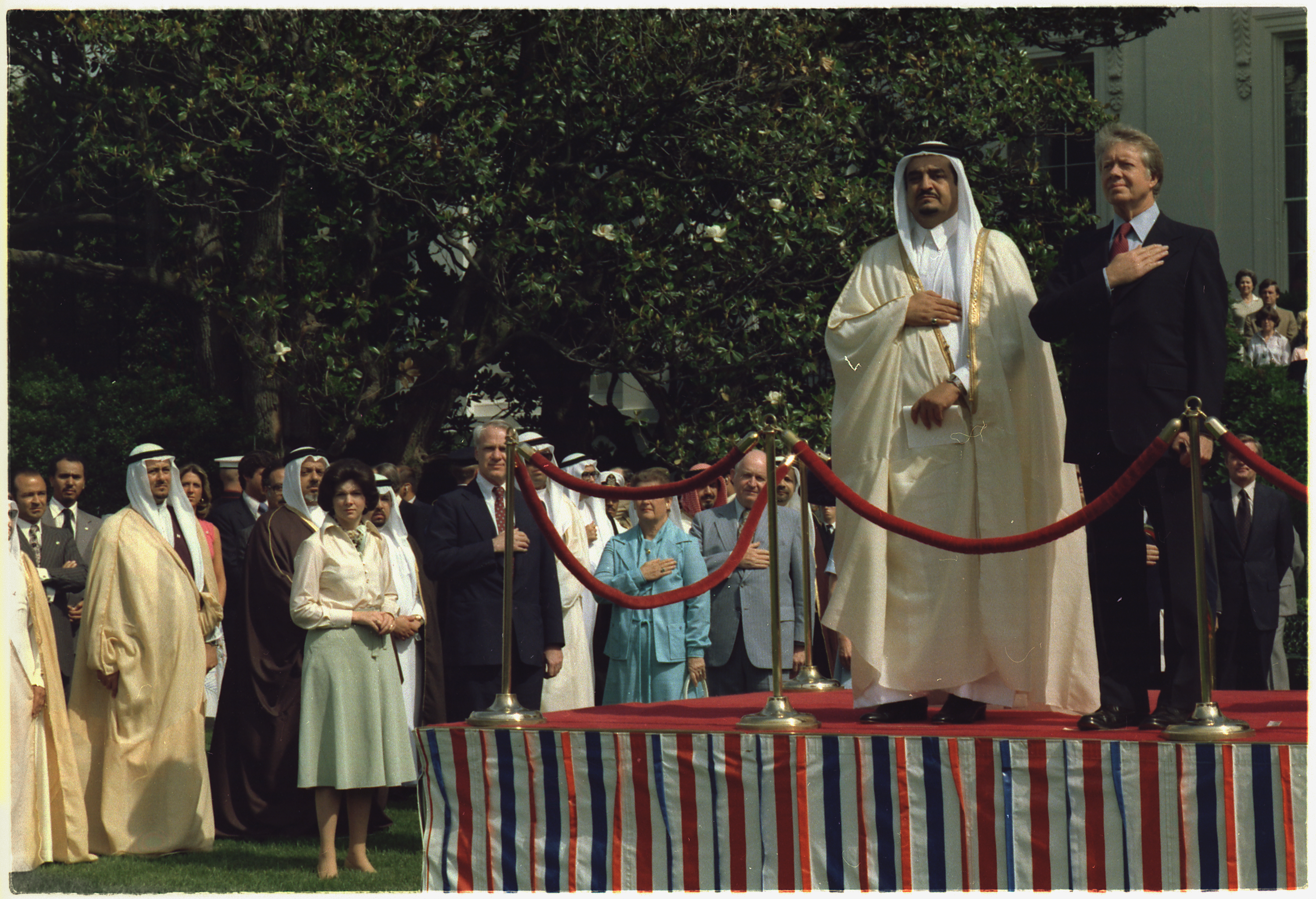
الملك فهد مع الرئيس الامريكي جيمي كارتر عام 1977

مبادرة السلام السعودية 1981 هي مبادرة سلام طرحها ولي العهد السعودي آنذاك صاحب السمو الملكي الأمير فهد بن عبد العزيز آل سعود في محاولة لإيجاد حل للصراع العربي الإسرائيلي

### الخط الزمني للمبادرة ومحتواها
في نيسان/أبريل 1981 وفي أثناء زيارة إلى عدة دول في الشرق الأوسط، دعا وزير الخارجية الأمريكي ألكسندر هيغ إلى قيام شرق أوسط جديد. حيث قال: 
. جاء الرد من الرياض، في 7 أغسطس/آب 1981، بمبادرة صاحب السمو الملكي الأمير فهد بن عبد العزيز آل سعود ولي العهد السعودي، المكونة من ثمانية مبادئ هي:
- انسحاب إسرائيل من جميع الأراضي العربية التي احتلت في العام 1967 بما فيها القدس العربية وهضبة الجولان السورية.
- إزالة المستعمرات التي أقامتها إسرائيل في الأراضي العربية بعد العام 1967.
- ضمان حرية العبادة وممارسة الشعائر الدينية لجميع الأديان في الأماكن المقدسة.
- تأكيد حق الشعب الفلسطيني في العودة وتعويض من لا يرغب في العودة.
- تخضع الضفة الغربية وقطاع غزة لفترة انتقالية تحت إشراف الأمم المتحدة ولمدة لا تزيد عن بضعة أشهر.
- قيام الدولة الفلسطينية المستقلة بعاصمتها القدس.
- تأكيد حق دول المنطقة في العيش بسلام.
- تقوم الأمم المتحدة أو بعض الدول الأعضاء فيها بضمان تنفيذ تلك المبادئ.[عر 23]

### سحب المبادرة من جامعة الدول العربية

لقاء الرئيس الامريكي رونالد ريغان مع الملك فهد بالبيت الأبيض عام 1985

قامت المملكة العربية السعودية بسحب مشروعها في قمة فاس في نوفمبر 1981 وذلك إثر الضغوط التي مورست عليها. حيث قال الناطق الرسمي وقتها:
 يعتقد العديد من الباحثين أن إفشال المبادرة السعودية كان أساسيا لإتمام عملية الغزو الإسرائيلي للبنان في العام الذي تلاها. حيث بدأت إسرائيل بالتحضير الفوري للعملية وانتظرت الحصول على الضوء الأخضر الأمريكي.

### ردود الفعل العربية على المبادرة

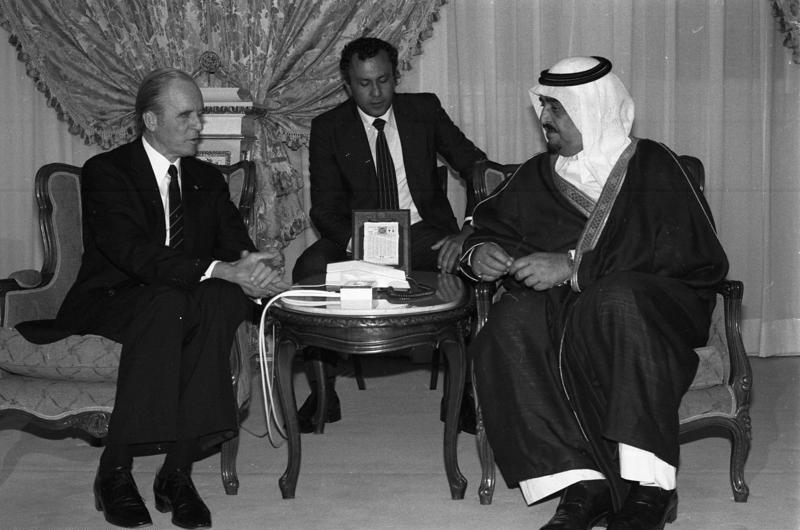
الملك فهد أثناء استماعه مع رئيس ألمانيا الغربية كارل كارستنز سنة 1982

رفضت مصر المبادرة فوراً، وأعلنت عن تمسكها باتفاقية كامب ديفيد مع إسرائيل. وفي 9 أغسطس/آب، رفضها أيضاً رئيس الوزراء الإسرائيلي مناحيم بيغن. وأصدرت وزارة الخارجية الإسرائيلية بيان جاء فيه
 أعلنت المجموعة الأوروبية أن المبادرة تشكل أساسا للتفاوض، أما الولايات المتحدة الأمريكية فتجاهلت المبادرة ولم تتخذ أي موقف واضح منها. تباين الموقف العربي بين الرافض كسوريا والعراق والتي يحكمها حزب البعث، بينما أعربت دول أخرى عن الدعم. قيادة وكوادر حركة فتح داخل منظمة التحرير الفلسطينية، رفضتها بعنف،، حيث أعلن فاروق القدومي «إن الظروف غير مناسبة لحل سلمي، وإن الفلسطينيين يرفضون النقطة السابعة في المشروع رفضا قاطعا» إلا أن ياسر عرفات دعم المبادرة حيث نقل عنه جورج حاوي، الأمين العام السابق للحزب الشيوعي اللبناني، قوله: «استعدوا للضربة، ولقد أديتم بضغطكم هذا إلى موقف سيؤدي إلى رفع الغطاء العربي عنا، واللهم أشهد أني بلّغت».

## اتفاق الطائف

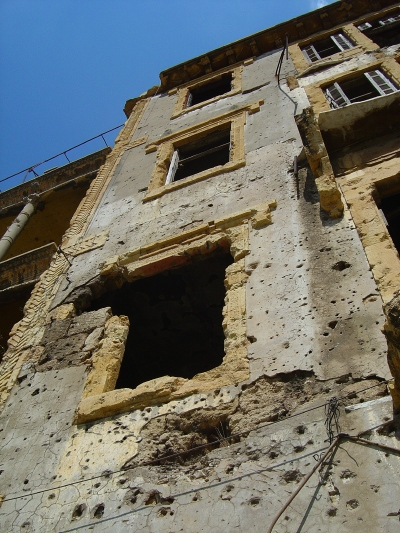
صورة لمبنى في بيروت مدمر إثر الحرب الأهلية اللبنانية، والتي أنتهت بعد اتفاق الطائف

في أغسطس 1989 توصل النواب اللبنانيون في الطائف بوساطة المملكة العربية السعودية إلى اتفاق الطائف الذي كان بداية لإنهاء الحرب الأهلية اللبنانية. لدى عودة النواب اللبنانيين من مدينة الطائف انتـُخب رينيه معوض رئيساً للجمهورية ولكن الجنرال ميشال عون رفض الاعتراف بمعوّض ورفض اتفاق الطائف وذلك لأن الاتفاق يقضي بانتشار عسكري سوري على الأراضي اللبنانية. قُتل رينيه معوّض بعد انتخابه بـ 16 يوم وخلفه إلياس الهراوي. رفض قائد الجيش اللبناني الجنرال ميشال عون الاعتراف بإلياس الهراوي أيضا. تم إقصاء ميشال عون من قصر بعبدا الرئاسي وإعدام المئات من أنصاره في أكتوبر عام 1990 بعملية عسكرية سورية وبمباركة لبنانية حيث لجئ الجنرال عون إلى السفارة الفرنسية وتوجه من بعدها إلى منفاه في العاصمة الفرنسية باريس.

### محتوى الاتفاق
تكون هذا الاتفاق من أربعة مواد:
1. المادة 1: المبادئ العامة والإصلاحات: نصت فقرات هذه المادة على المبادئ العامة كتأكيد استقلال جمهورية لبنان وهويته العربية وشكله السياسي كدولة جمهورية برلمانية ديمقراطية. كما نصت الفقرات على مجموعة من الإصلاحات السياسية التي تم الاتفاق عليها كتوزيع مقاعد في مجلس النواب اللبناني مناصفة بين المسلمين والمسيحيين إضافة إلى إصلاحات أخرى في مجالات مختلفة كالإدارة والتعليم والقضاء.
2. المادة 2: بسط كل سيادة الدولة اللبنانية على كامل الأراضي اللبنانية: نصت فقرات هذه المادة على حل جميع المليشيات اللبنانية وغير اللبنانية وتعزيز قوى الأمن الداخلي والقوات المسلحة وحل مشكلة المهجرين وتأكيد حق المهجرين بالعودة إلى الأماكن الأصلية التي هاجروا منها.
3. المادة 3: تحرير جمهورية لبنان من الاحتلال الإسرائيلي: أكد الاتفاق على ضرورة العمل على تحرير لبنان من الاحتلال الإسرائيلي وتنفيذ قرار مجلس الأمن رقم 425.
4. المادة 4: العلاقات اللبنانية السورية: أكدت هذه المادة على العلاقات المميزة التي تجمع جمهورية لبنان والجمهورية العربية السورية والتأكيد على أن لبنان لا يسمح بأن يكون ممراً أو مركزاً لأي نشاط يستهدف الأمن القومي السوري، كما يؤكد حرص سوريا على الأمن والاستقرار في لبنان.

### إنهاء الحرب الأهلية اللبنانية
انتهت الحرب اللبنانية الأهلية باقصاء الجنرال ميشال عون وتمكين حكومة الرئيس إلياس الهراوي، وبإصدار البرلمان اللبناني في مارس 1991 لقانون العفو عن كل الجرائم التي حصلت منذ 1975. في مايو تم حل جميع الميليشيات باستثناء قوات حزب الله اللبناني وبدأت عملية بناء الجيش اللبناني كجيش وطني.

## الملف الإيراني

### دوره الرئيسي في الحرب العراقية الإيرانية

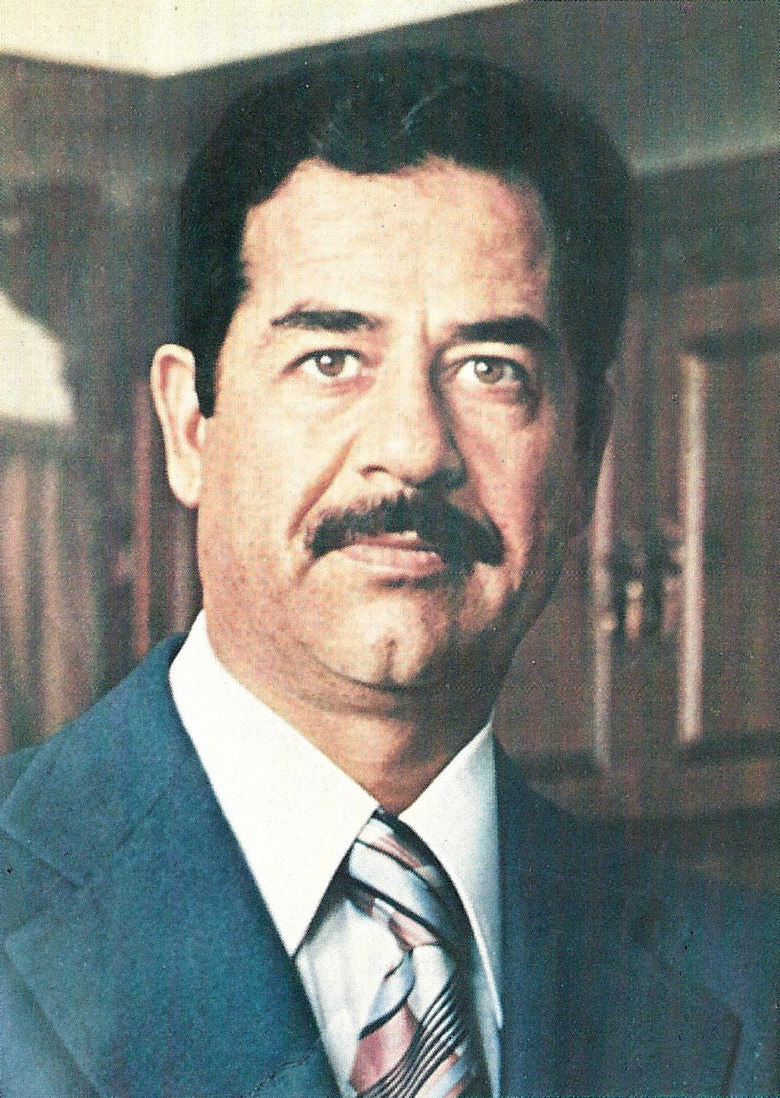
الرئيس العراقي صدام حسين كان يحتفظ بعلاقات متميزة مع الملك فهد قبل حرب الخليج الثانية

بعد اندلاع الحرب العراقية الإيرانية اتخذ الملك فهد موقفا مساندا وداعما للعراق ضد إيران وقام الملك فهد بتسديد ديون العراق ومد أنابيب النفط العراقي عبر الأراضي السعودية واستثمر في العراق، وأعطى العراق أسلحة متطورة ودبابات وصواريخ بعيدة المدى وقنابل بالإضافة للدعم الاستخباراتي السعودي للعراق طيلة ثمان سنوات من الحرب. ففي هذه الحرب، أنفق الملك فهد عشرات المليارات من الدولارات لدعم صدام حسين وإنقاذ العراق من الهزيمة، وطبقًا لتقرير سري من وكالة المخابرات الأمريكية CIA فإن الملك فهد دعم العراق بمليارات الدولارات ووصل الدعم المالي من 30 إلى 40 مليار دولار كمساعدات مالية لحرب العراق ضد إيران ومنع انهيار الاقتصاد العراقي نتيجة الحرب. وفي عام 1986، حصل صدام حسين على إذن من الملك فهد لاستخدام المجال الجوي لمهاجمة جزيرة اراك، مما أدى إلى تصاعد ما يسمى «بحرب الناقلات» في الخليج العربي. وسبّب هذا الدعم السعودي القوي للعراق، صمود العراق ضد إيران طيلة ثمان سنوات من الحرب.

### خط فهد
خط فهد هو خط وهمي مثل خط بارليف وضعه الملك فهد أثناء حرب الخليج الأولى، وهو عبارة عن منطقة اعتراض جوي خارج المياه الإقليمية السعودية رسمته السعودية في منتصف الخليج العربي وأعطى الملك فهد توجيهاته بإسقاط أي طائرة معادية تحاول اختراقه. وفي 5 يونيو عام 1984، أثناء حرب الخليج الأولى، اخترقت طائرة حربية إيرانية من نوع إف-4 فانتوم الثانية تابعة للقوات الجوية الإيرانية خط فهد أو المجالَ الجوي السعودي، فقامت طائرة إف-15 تابعة للقوات الجوية الملكية السعودية بإسقاطها. وفي محاولة لاختبار قوة الإرادة، أرسل كل طرف المزيد من طائراته المتحفزة للاشتباك، وبدا كما لو أن معركة جوية كبيرة توشك أن تقع بين السعودية وإيران. ولكن السلطات الإيرانية، أمرت جميع طائراتها بالعودة إلى قواعدها قبل أن يستفحل الأمر. وانتهاء الاشتباك بتدمير 3 طائرات حربية إيرانية، ولم تحاول إيران بعدها الاقتراب من خط فهد.

### الخطر الإيراني وامتلاك صواريخ رياح الشرق الصينية

صواريخ رياح الشرق (دي اف - 3) في مناورات سيف عبد الله، والتي حصلت عليها السعودية من الصين في عهد الملك فهد

قامت إيران في عام 1985، بتوسيع نطاق الحرب على العراق، حيث أطلق الحرس الثوري الإيراني العشرات من الصواريخ البالستية بعيدة المدى على المدن العراقية المأهولة بالسكان، وعُرِفَ ذلك القصف بحرب المدن، قرر الملك فهد الحصول على صواريخ باليستية بعيدة المدى لتخويف إيران وإبعادها عن السعودية، وبدأ تنفيذ مشروع عسكري سرِّي تامّ للحصول على صواريخ باليستية بعيدة المدى صينية في السعودية. فقام الملك فهد بإرسال قائد قوات الدفاع الجوي السعودي آنذاك الفريق الأمير خالد بن سلطان، والمقدم عبد الله السويلم إلى بكين. وتم عقد صفقة سرية تم على إثرها شراء صواريخ رياح الشرق وقامت المخابرات السعودية بشحن الصواريخ والمعدات العسكرية اللازمة من الصين إلى السعودية في سرِّيه تامة، وإرسال عدد من الضباط إلى الصين للتدريب على استخدام الصواريخ البالستية. وكان لا بد من مواصلة تدريبهم في السعودية لشهور أخرى بعد انتهاء تلك الدورات في الصين فأنشأت وزارة الدفاع السعودية مركز تدريب سري في الصحراء جنوب العاصمة السعودية الرياض بعيداً عن الأنظار، ولم يكن يسمح للضباط المتدربين بمغادرة المركز بعد وصولهم إليه. ولكن كان يسمح لهم بالاتصال بذويهم وعائلاتهم بين فترة وأخرى، لكن جميع المكالمات كانت تخضع للرقابة الصارمة من قبل المخابرات السعودية لمنع تسرب أية معلومات بشأن الصواريخ البالستية.

### أحداث مكة
في عام 1986، اكتشفت المخابرات السعودية أن عددا من الحجاج الإيرانيين القادمين لمطار جدة يخفون في حقائبهم مادة شديدة الانفجار وتُعرف باسم سي فور، وخلال تفتيش رجال الجمارك لـ95 حقيبة تم ضبط ما يعادل 51 كغ من هذه المادة المتفجرة وقد سجلت اعترافاتهم وبثت على التلفزيون السعودي.
في 31 يوليو عام 1987، أقام الحجاج الإيرانيون طبق المعتاد مظاهراتهم مرددين شعارات الموت لأمريكا والموت لإسرائيل، لكن قوى الأمن الداخلي السعودي هذه المرة فتحت النار على الحجاج، لتقتل 402 شخصًا، 275 حاجًا إيرانيًا، 85 رجل أمن، و45 من الحجاج من جنسيات الأخرى. على إثر الحدث الجلل قطع الملك فهد علاقة بلاده مع إيران وأغلقت السعودية سفارتها في إيران، لتنهي علاقتها الدبلوماسية معها تماما ويبدأ عهد آخر أكثر صراحة في العداء. وفي يوليو 1989، حدث انفجارين من تدبير عناصر ما يسمى حزب الله الكويتي المدعوم من إيران، التفجير الأول حدث في أحد الطرق المؤدية للحرم المكي، والآخر حدث فوق الجسر المجاور للحرم المكي، ونتج عن ذلك وفاة شخص واحد وإصابة ستة عشر آخرين. وأصدر الملك فهد أوامره بإعدام 16 شيعيا كويتيا من عناصر حزب الله الكويتي اتهموا بأنهم منفذو الانفجار في 21 سبتمبر (أيلول).

### اشتباكات القطيف 1988

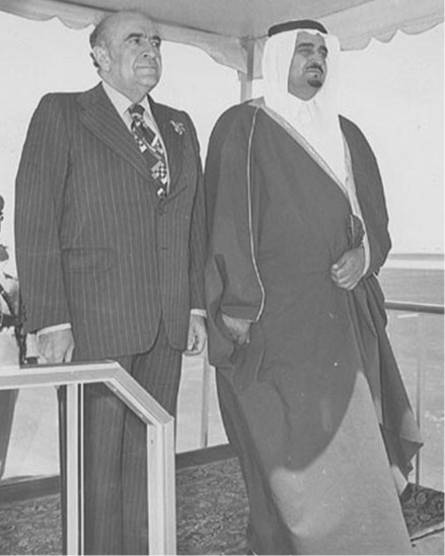
الملك فهد، عندما كان ولياً للعهد، مع رئيس الوزراء الإيراني أمير عباس هويدا عام 1975

اشتباكات القطيف 1988 هي اشتباكات عن طريق تبادل لإطلاق النار وقعت بمدينة القطيف في أغسطس 1988 بين قوات الأمن السعودية من جهة وبين عدد من مسلحي حزب الله الحجاز المدعوم من إيران والمشتبه بهم في التورط في تفجير الجعيمة 1987 وتفجير الجبيل 1988 وتسببت الاشتباكات في إلقاء الأمن السعودي القبض على مسلحي حزب الله الحجاز ومقتل 3 على الأقل من قوات الأمن السعودي.

### اتفاقية الملك فهد مع المعارضة الشيعية السعودية عام 1993
هي اتفاقية وصفقة سياسية تمت في 22 سبتمبر 1993 في قصر السلام بمدينة جدة بين الملك فهد شخصيا من جهة وبين المعارضة الشيعية السعودية في الخارج من جهة أخرى ومثل المعارضة الشيعية في الاجتماع توفيق السيف وحسن الصفار واتفقوا مع الملك فهد على عودتهم من المنفى وإيقاف نشاطهم السياسي ومكاتبهم في الخارج مقابل إطلاق سراح المعتقلين السياسيين الشيعة في سجون المباحث وإعادة جوازات سفرهم وعدم اعتقالهم عند العودة وكانت بداية المفاوضات مع الملك فهد تعود إلى عام 1992 عندما التقى بهم عبد العزيز التويجري في لندن ورتب لهم عثمان العمير مقابلتهم مع الملك فهد لاحقا ووعد الملك فهد على العمل من أجل تحسين أوضاع الشيعة في السعودية، وأمر بالقضاء على مصطلحات مهينة للشيعة من مناهج التعليم بالمدارس والجامعات، وإزالة بعض الأشكال الأخرى من التمييز الصريح بين السنة والشيعة، وسمح لكثير من المعارضين الشيعة السعوديين للعودة إلى السعودية، وغيرها من الأعمال. وفي المقابل، تم حل جميع حركات المعارضة الشيعية في الخارج وتم حل ذراعها العسكري المسمى حزب الله الحجاز.

### تحسن العلاقات السعودية الإيرانية فترة 1997 - 2005
على عكس فترة الثمانينات الدموية بين المملكة العربية السعودية وجمهورية إيران الإسلامية توصف فترة أواخر التسعينات وبداية عقد 2000 م بأنها فترة ذهبية في العلاقات الإيرانية السعودية وخاصة مع وصول رئيسين إصلاحيين مثل هاشمي رفسنجاني ومحمد خاتمي الذي زار السعودية في عام 1997 في أرفع زيارة لمسؤول إيراني للسعودية منذ قيام الثورة الإسلامية الإيرانية ووقعت اتفاقية أمنية بين إيران والسعودية في 2001 وزار الأخ الشقيق للملك فهد وزير الداخلية السعودي صاحب السمو الملكي الأمير نايف بن عبد العزيز آل سعود إيران في أرفع زيارة لمسؤول سعودي لإيران منذ عقود، ولم تسجل في تلك الفترة أي اتهامات أو خلافات أو توترات واضحة بين البلدين سوى حادث تفجير أبراج الخبر في 1996.

## علاقته مع الدول العربية

### العلاقات مع سوريا في عهد حافظ الأسد

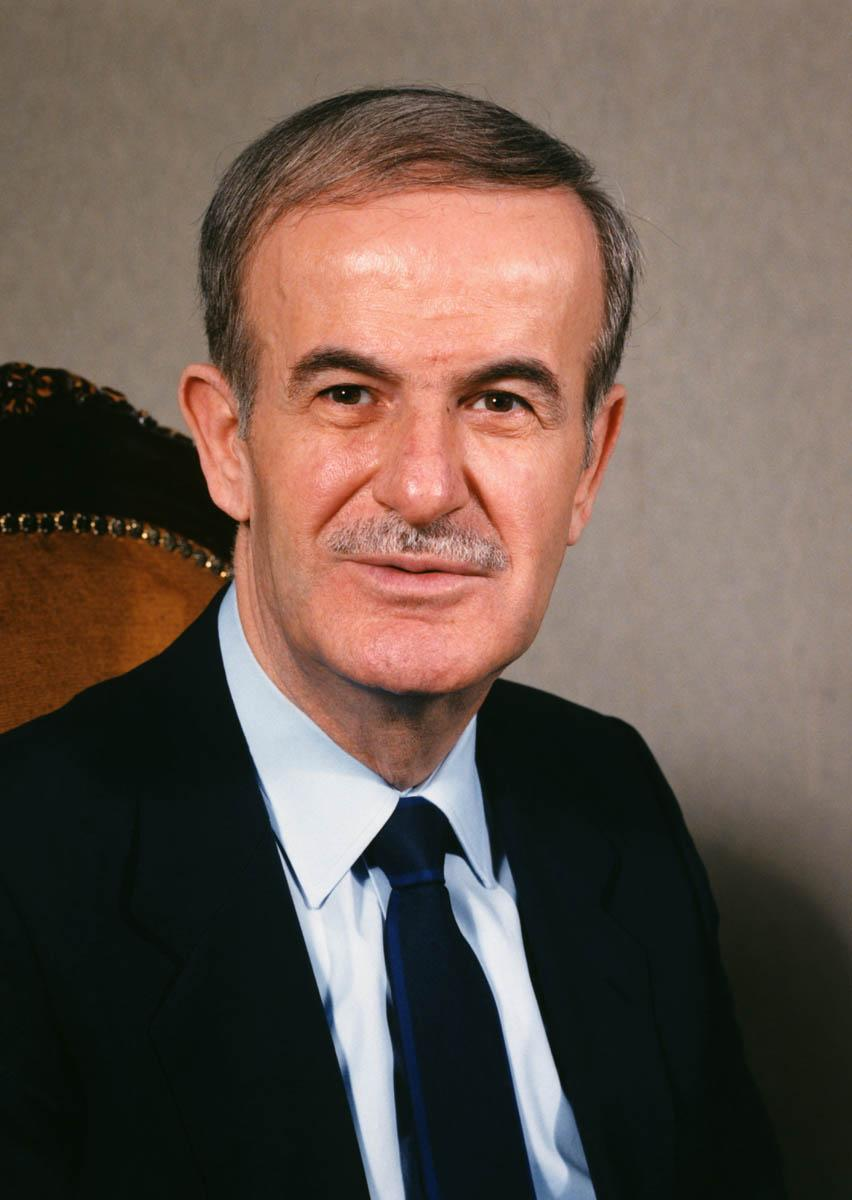
الرئيس السوري حافظ الأسد ينتسب لحزب البعث وعلاقته مستقرة وجيدة مع المملكة العربية السعودية في عهد الملك فهد

مع وصول الرئيس البعثي حافظ الأسد إلى الحكم في دولة البعث السورية وانفتاحه على الرياض التي قدمت بدورها دعما ووقفت بجانب الجمهورية العربية السورية في أزمة الثمانينات والحصار الأمريكي لسوريا، عن طريق دعمها لليرة السورية أو شراء احتياطي العملة الصعبة وضخها في دورة الاقتصاد السوري.
أقام الملك فهد رابطاً خاصاً مع الأسد واستمر طوال حكمه. وفي أكتوبر 1989، دعا كلا البلدين بقوة إلى اتفاق الطائف الذي أعاد إرساء النظام السياسي في لبنان وإنهاء الحرب الأهلية في لبنان.
ظلت العلاقات بين المملكة العربية السعودية والجمهورية العربية السورية جيدة ومستقرة. إلى أن تم غزو الكويت من قبل الرئيس العراقي البعثي صدام حسين في أغسطس 1990، حيث شارك الرئيس السوري البعثي الراحل حافظ الأسد بقوات خاصة سورية مدربة على أعلى مستوى في التحالف الدولي بقيادة الولايات المتحدة الأمريكية الذي تأسس من أجل تحرير الكويت من الاعتداء العراقي.

### العلاقات مع مصر في عهد مبارك

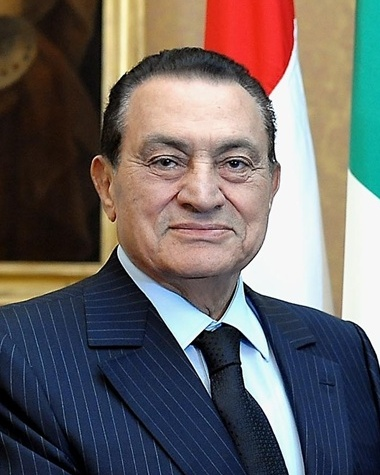
في عهد الرئيس المصري حسني مبارك كانت علاقات بلاده مع السعودية قوية ووثيقة.

شهدت العلاقات السعودية المصرية في عهد الملك فهد والرئيس حسني مبارك تقاربًا شديدًا بعد عودة العلاقات عام 1987م؛ فشهدت العلاقات الاقتصادية والتجارية تفاعلًا ونموًا مستمرًا تضاعف عدة مرات منذ الثمانينيات، فاحتلت الاستثمارات السعودية المرتبة الأولى بين الدول العربية المستثمرة في مصر والمرتبة الثانية على مستوى الاستثمارات العالمية، كما تعتبر المملكة أكبر مقصد لصادرات مصر إلى الدول العربية وأكبر مصدر للواردات على حد سواء.
وزاد التقارب المصري السعودي في التسعينيات عقب المشاركة العسكرية بين الجانبين في حرب تحرير الكويت (1990-1991)، وشهدت العلاقات زيارات عسكرية متبادلة بين القادة والمسؤولين العسكريين في كلا البلدين وبشكل دوري لتبادل الآراء والخبرات والمعلومات العسكرية والأمنية والاستخباراتية التي تهم البلدين، وأقيم عدد من المناورات التدريبية لجيشي البلدين مثل مناورات «تبوك» للقوات البرية ومناورات «فيصل» للقوات الجوية ومناورات «مرجان» للقوات البحرية بين البلدين، كما كان هناك مساحات كبيرة من التوافق بين السعودية ومصر في عهد الرئيس مبارك وصلت لحد التطابق في التعامل مع عدد من القضايا العربية فاتفقت توجهات البلدين بخصوص قضية الصراع العربي الإسرائيلي، وقضية الإرهاب الدولي، وقضية احتلال العراق عام 2003، والملف النووي الإيراني.

## حرب الخليج الثانية 1990

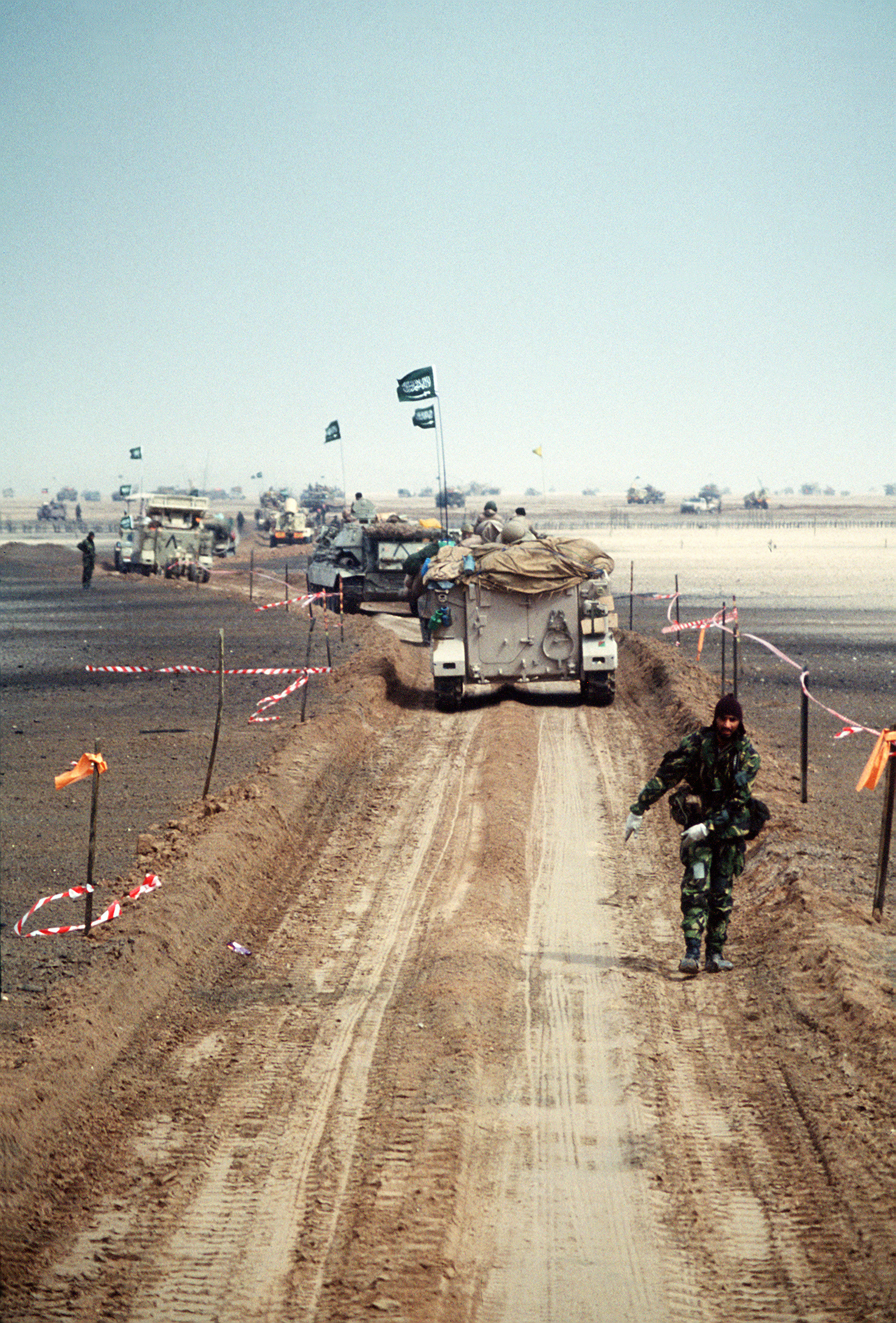
القوات البرية السعودية خلال عبورها أحد حقول الألغام أثناء حرب الخليج.

عندما غزا نظام البعث بقيادة الرئيس العراقي صدام حسين الكويت ومع بداية الغزو العراقي للكويت استضاف العاهل السعودي الملك فهد بن عبد العزيز آل سعود في جدة أمير الكويت الشيخ جابر الأحمد الصباح والحكومة الكويتية، وفي 9 أغسطس 1990 أعلن عن قراره بتأسيس تحالف دولي لتحرير دولة الكويت والتي أدت إلى نشوب حرب الخليج الثانية انتهت بتحرير الكويت وهزيمة العراق وانسحاب الجيش العراقي وتدمير البنية التحتية للعراق وفرض حصار اقتصادي على العراق، وعمل على المستويين السياسي والعسكري لإعادة الكويت إلى حكامها الشرعيين وشعبها.

## قصره في مدينة مربلة الإسبانية
الملك فهد كان زائراً متردداً لمدينة مربلة الإسبانية منذ سبعينات القرن الماضي ويملك قصره الخاص حيث كانت ولا تزال هذه المدينة قبلة الكثير من الملوك والأثرياء والمشاهير.

## أبرز الأحداث والإنجازات في عهده

### التنمية الشاملة
تميز عهد الملك فهد بتقدم النهضة التنموية الشاملة في الميادين الصناعية والتجارية والاجتماعية. ومن أهم الإنجازات التي تحققت في شتى المجالات:

## الصناعة
اهتم الملك فهد بالقطاع الصناعي أهمية كبيرة وأسهم ذلك وبشكل واضح من خلال الخطط التنموية، مما أدى إلى ازدهار القطاع الصناعي، وأكبر دليل على ذلك تضاعف نسبة إسهام القطاع الصناعي في الناتج المحلي:
- كان ذلك الإسهام قبيل بداية خطة التنمية الأولى 1390-1389هـ، لا يتجاوز 2,5% فقط. في حين قفزت تلك النسبة لتصل إلى حوالي 6,7% في عهده.
- أُنشأ صندوق التنمية الصناعي السعودي الذي أسهم في دعم المشروعات الصناعية في القطاع الخاص.
- ارتفاع الدعم للمشروعات الصناعية، فكان نتيجة ذلك ازدياد في عدد المصانع والعاملين بها.

وترتكز البنية الصناعية في عهده على دعامتين:
الأولى: تتمثل في قطاع الصناعات الأساسية الكبيرة التي تنتجها مصانع المدن الصناعية. (الهيدروكربونية).
الثانية: تتمثل في الصناعات التحويلية.
حيث تنوع الإنتاج الصناعي في عهده فشمل:
- إنتاج عدد من مشروعات الشركة السعودية للصناعات الأساسية.
- إنتاج عدد من المعامل والمصانع المرخصة من قبل وزارة الصناعة والكهرباء.
- إنتاج عدد من المعامل الصغيرة والورش.

## التجارة
كان لتطور والنمو الصناعي في عهده انعكاساً إيجابياً على التجارة سواءً تجارة الصادرات أو الواردات. فتحولت التجارة في عهده من تجارة محدودة موسمية تعتمد بشكل كبير على المواسم مثل الحج، إلى تجارة تقوم على أسس اقتصادية ثابتة. ووصلت المملكة إلى تنمية شاملة في شتى المجالات الصناعية والزراعية والبشرية.
- وقد دعم في عهده ممثلة بوزارة الصناعة والكهرباء ووزارة التجارة والمؤسسة العامة للموانئ القطاع التجاري والصناعي.

## الزراعة والأمن الغذائي

سد الملك فهد بن عبد العزيز في بيشة

ظهر اهتمامه ورعايته لهذا القطاع حيث قام بما يلي:
- إنشاء السدود وحفر الآبار الارتوازية وتوزيع الأراضي على المزارعين واستصلاح الأراضي ومن إنجازاته:
  - سد الملك فهد بن عبد العزيز في بيشة
  - سد وادي جازان
  - سد وادي نجران
- التوسع في البنك الزراعي السعودي حيث قام بافتتاح أكثر من فرع في مختلف مناطق الدولة وكان الهدف من ذلك إقراض المزارعين والمستثمرين في القطاع الزراعي.

## الرعاية الصحية والاجتماعية

### الرعاية الصحية
حظي القطاع الصحي باهتمامه فكان نتيجة ذلك ازدياد في عدد المستشفيات والمراكز الصحية وكذلك ازدياد عدد الأطباء وهيئة التمريض والصيادلة والفنيين. فأُنشئت المستشفيات الحديثة المجهزة بأحدث التجهيزات الطبية وفتح المستوصفات والمراكز الصحية للرعاية الطبية الأولية في مختلف مدن المملكة وقراها وهجرها.

### الرعاية الاجتماعية
حظيت الشؤون الاجتماعية في عهده اهتماما كبيراً لرعاية ذوي الظروف الخاصة من أبناء المجتمع السعودي كالعجزة والمسنين والأيتام والمعاقين.
حيث بلغت المؤسسات في عهده حوالي 95 دارًا ومؤسسة، منها:
- 16 دارًا ومؤسسة لرعاية الأيتام
- 22 دارًا ومؤسسة لرعاية الأحداث المعرضين للانحراف
- 5 دور حضانة لرعاية الأطفال ذوي الظروف الخاصة
- 22 مركزًا لتأهيل المعاقين
- 10 دور لرعاية المسنين
- 20 جمعية نسائية

## معهد الإدارة
اهتم بعهده بتطوير أساليب الإدارة في الجهات والإدارات الحكومية المختلفة منذ عهد مبكّر من حكمه والهدف منها رفع مستوى الأداء الإداري وتدعيم قوة الاقتصاد السعودي، وذلك عن طريق الدورات والبرامج التي يوفرها بهدف رفع مستوى موظفي الدولة وإعدادهم علمياً وعملياً لذلك الغرض.

## وفاته
في يوم الجمعة 19 ربيع الآخر 1426هـ الموافق 27 مايو 2005 أدخل لمستشفى الملك فيصل التخصصي بالرياض لإجراء فحوصات طبية دون تحديد نوعها. في يوم الاثنين 26 جمادى الآخرة 1426هـ الموافق 1 أغسطس 2005 وعند حوالي الساعة 2:30 بعد منتصف الليل توفي الملك فهد بن عبد العزيز آل سعود في نفس المستشفى، أعلن وزير الثقافة والاعلام الدكتور إياد مدني وفاته في بيان تلفازي بثه التلفزيون السعودي، وأعلن بعدها مباشرة في خطاب آخر عن تولي عبد الله بن عبد العزيز آل سعود منصب ملك المملكة العربية السعودية وخادم الحرمين الشريفين. صلي عليه يوم الثلاثاء 27 جمادى الآخرة 1426 هـ الموافق 2 أغسطس 2005 بعد صلاة العصر في جامع الإمام تركي بن عبد الله بوسط الرياض، ودفن في مقبرة العود.

## في الشعر
له مساجلات شعرية بينه وبين الأمير فهد بن سعد الأول بن عبد الرحمن آل سعود حينما كان الملك في لندن في زيارة للعاصمة البريطانية من أجل العلاج من ألم كان يلمّ به.

## معرض روح القيادة
افتتح الملك سلمان بن عبد العزيز، المعرض الأول لتاريخ الملك فهد بن عبد العزيز تحت عنوان ”الفهد.. روح القيادة“، في العاصمة الرياض، خلال الفترة من 31 مارس وحتى 18 أبريل في 2015. واستعرض المعرض الذي نظمه أبناء وأحفاد الملك فهد سيرته من ولادته وحتى وفاته، كمقتنياته الشخصية، وضم المعرض عدد من الأجنحة تحتوي على الأوسمة والأوشحة التي تقلدها، ووثائق رسمية ومخطوطات عدة، وافلاما وثائقية و1000 صورة، بعضها نشر لأول مرة. واقيمت عدد من الندوات. كما تم تدشين «موسوعة الملك فهد بن عبد العزيز آل سعود»، والتي أعدتها دارة الملك عبد العزيز، في 10 مجلدات، إضافة إلى إطلاق 4 كتب وإصدارات جديدة وبلغ عدد الحضور 84.133.
في محطته الثانية في منطقة مكة المكرمة في محافظة جدة وتم افتتاحه من قبل أمير المنطقة الأمير خالد الفيصل خلال الفترة من 16 نوفمبر حتى 3 ديسمبر 2015 بحضور أبناء وأحفاد الملك فهد وبلغ عدد الحضور 51.194. وفي المحطة الثالثة تم إقامة معرض الفهد روح القيادة في المنطقة الشرقية في الظهران وتم افتتاحه من قبل أمير المنطقة الشرقية الأمير سعود بن نايف بن عبد العزيز خلال الفترة من 22 مارس حتى 2 أبريل 2016 بحضور أبناء وأحفاد الملك فهد وبلغ عدد الحضور 59.225.
وفي المحطة الرابعة والأولى خارجياً تم إقامة معرض الفهد روح القيادة في دولة الكويت في مركز الشيخ جابر الأحمد الثقافي خلال الفترة من 11 فبراير حتى 26 فبراير 2019 وتم افتتاحه من قبل الشيخ نواف الأحمد الجابر الصباح ولي العهد دولة الكويت انذاك بحضور أبناء وأحفاد الملك فهد بن عبد العزيز وعدد من الأمراء والمسؤولين وبلغ عدد الحضور 32.169.

## أبناؤه وبناته
- الأمير فيصل بن فهد بن عبد العزيز
- الأمير محمد بن فهد بن عبد العزيز
- الأمير سعود بن فهد بن عبد العزيز
- الأمير سلطان بن فهد بن عبد العزيز
- الأمير خالد بن فهد بن عبد العزيز
- الأميرة لطيفة بنت فهد بن عبد العزيز
- الأمير عبد العزيز بن فهد بن عبد العزيز
- الأميرة لولوه بنت فهد بن عبد العزيز
- الأميرة الجوهرة بنت فهد بن عبد العزيز
- الأميرة العنود بنت فهد بن عبد العزيز

## معرض الصور

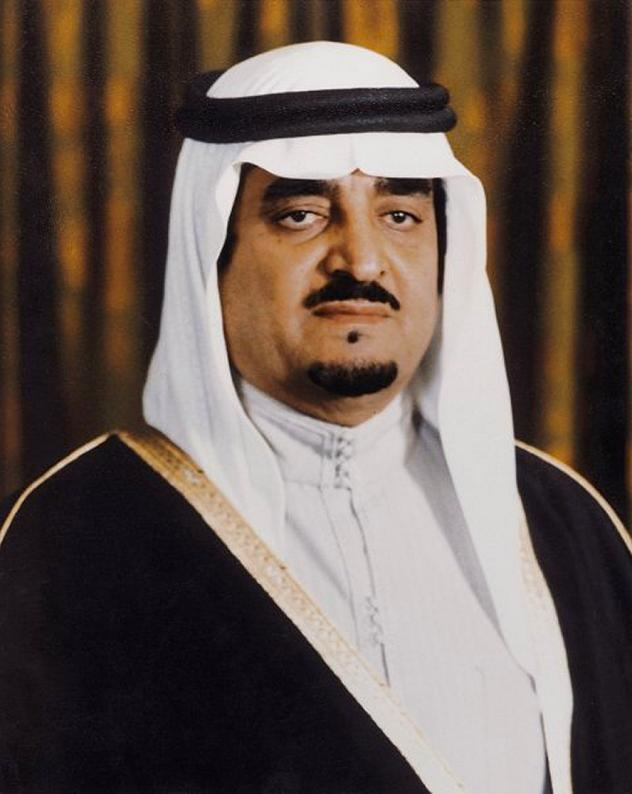
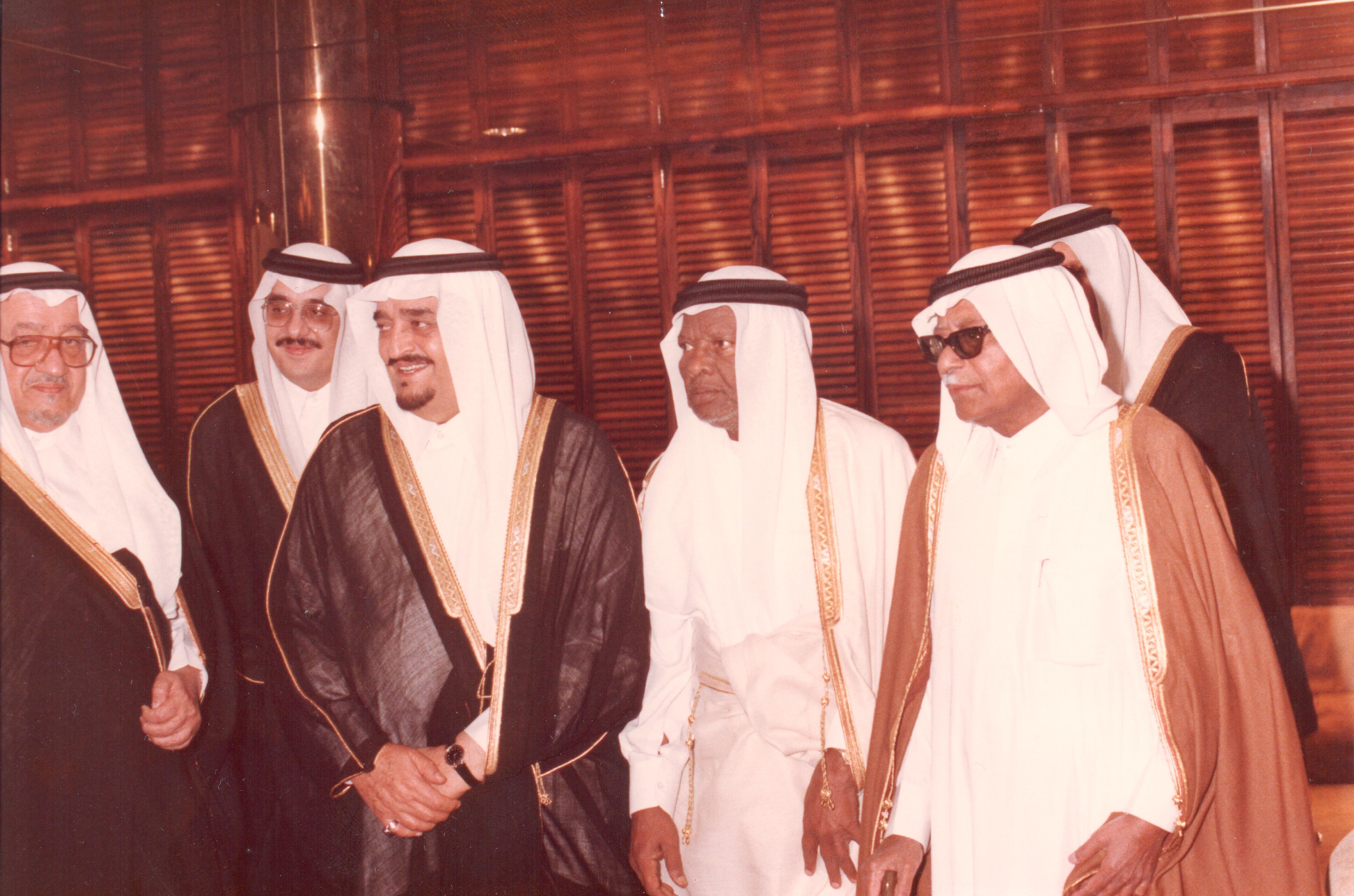
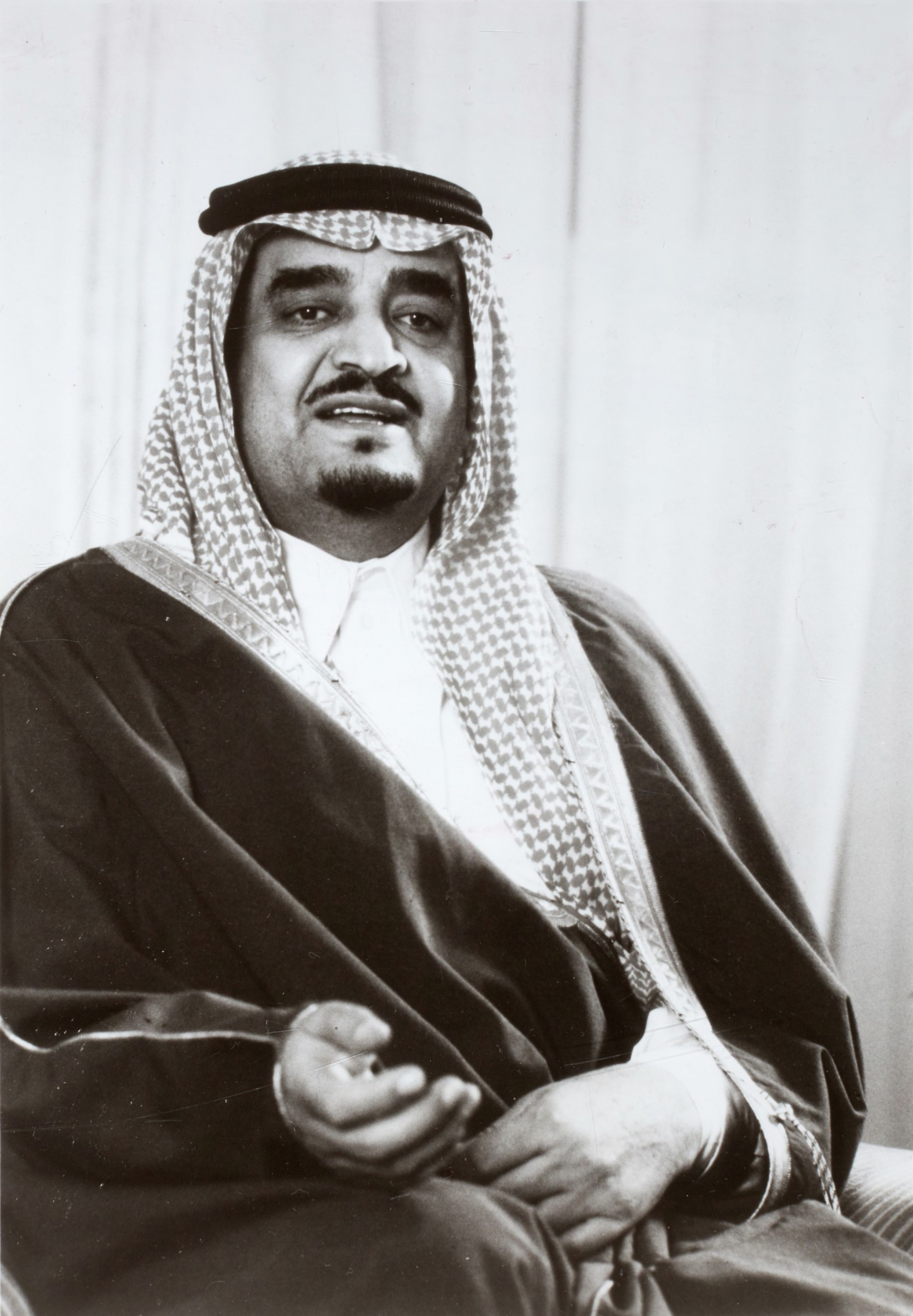
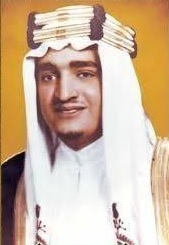
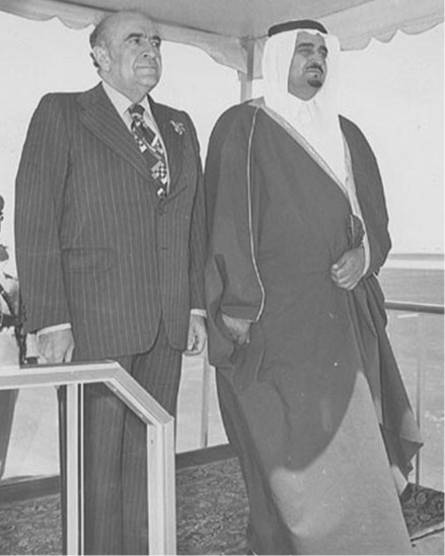
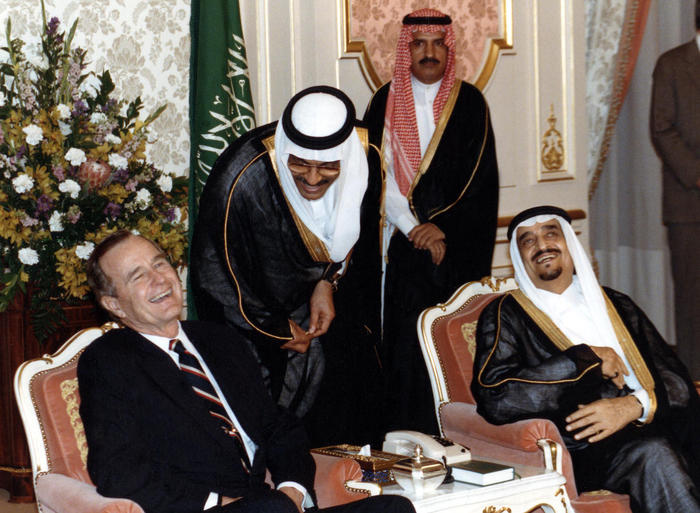
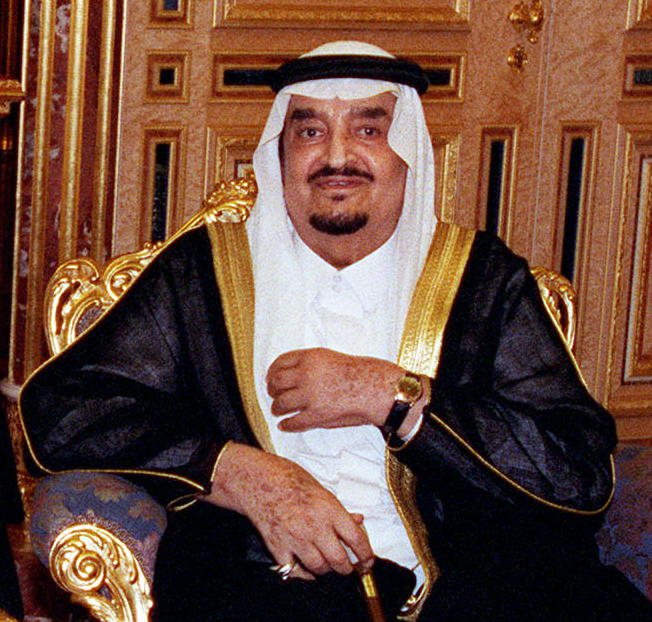
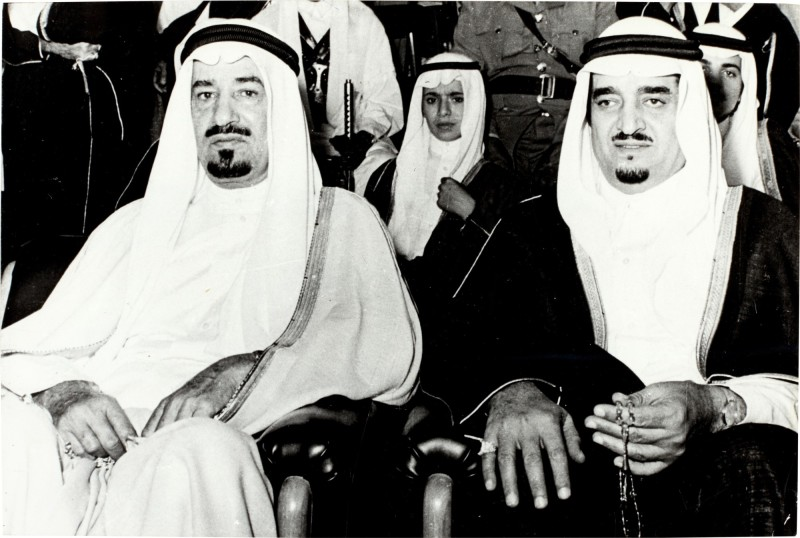
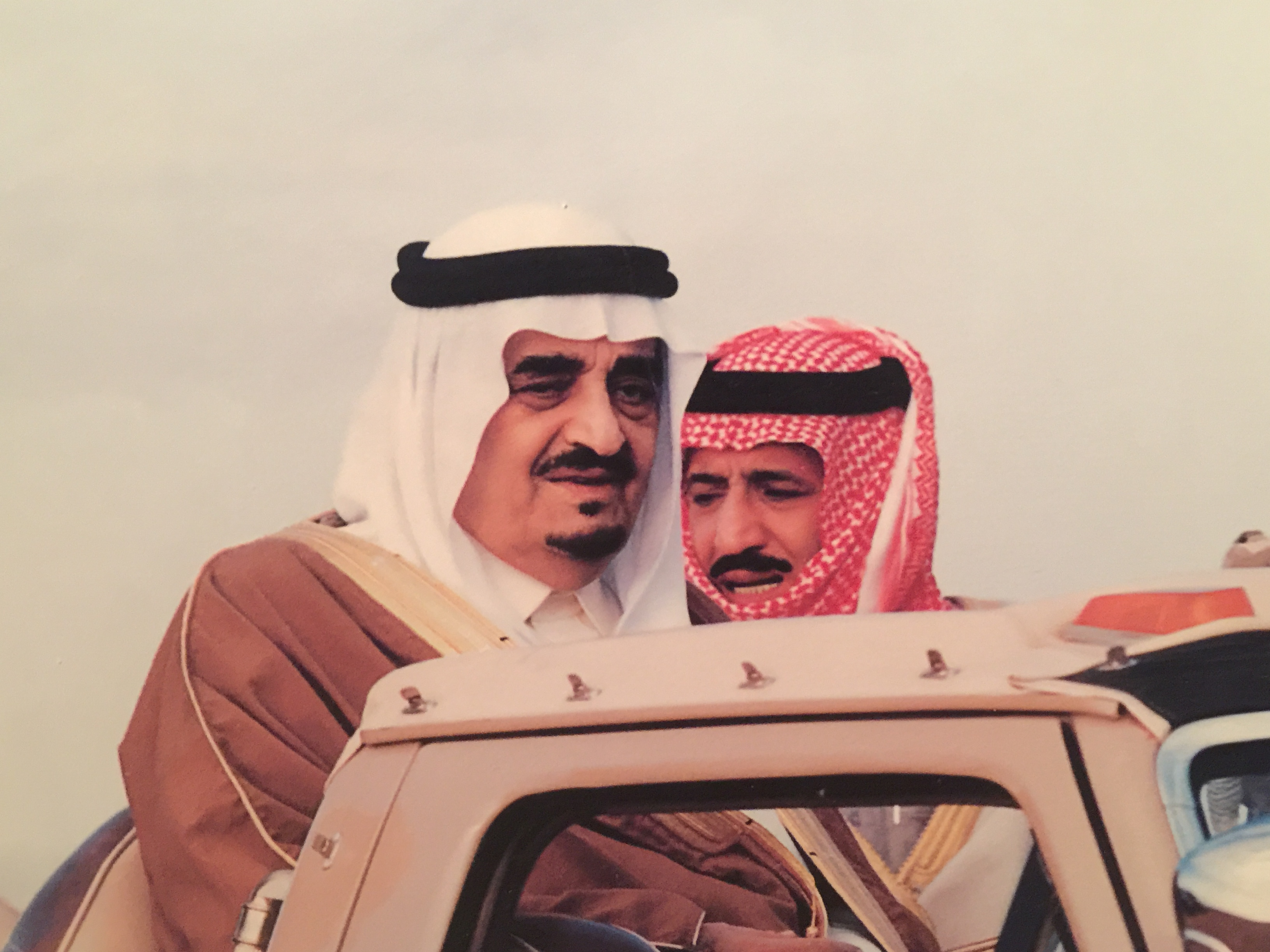
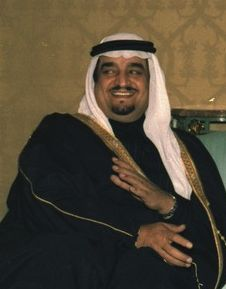

## اقرأ أيضًا
- آل سعود.
- حرب الخليج الأولى.
- حرب الخليج الثانية.
- توسعة المسجد النبوي في عهد الملك فهد.
- رفيق الحريري.
- اتفاق الطائف.

## روابط خارجية
- فهد بن عبد العزيز آل سعود على موقع IMDb (الإنجليزية)
- فهد بن عبد العزيز آل سعود على موقع الموسوعة البريطانية (الإنجليزية)
- فهد بن عبد العزيز آل سعود على موقع مونزينجر (الألمانية)
- فهد بن عبد العزيز آل سعود على موقع إن إن دي بي (الإنجليزية)
- وثائقي عن الملك فهد بن عبد العزيز
- كتاب - المملكة العربية السعودية في عهد الملك فهد بن عبد العزيز
- مكتبة الملك فهد الوطنية
- مجمع الملك فهد لطباعة المصحف الشريف